# 機動戦士ガンダム エクストリームバーサス2
『機動戦士ガンダム エクストリームバーサス2』（きどうせんしガンダム エクストリームバーサスツー、MOBILE SUIT GUNDAM EXTREME VS. 2）は、バンダイナムコアミューズメントから発売され、2018年10月30日稼働のアーケードゲーム。
ガンダムシリーズを題材にしたチーム対戦型アクションゲーム『機動戦士ガンダム vs.シリーズ』の第15弾。『エクストリームバーサス』シリーズとしては第5弾（外伝の『フォース』を含めれば第6弾）となるゲーム作品。

## 概要
『機動戦士ガンダム エクストリームバーサス マキシブースト ON』の流れを汲む後継作（『機動戦士ガンダム vs.シリーズ』としては間に『ガンダムバーサス』を挟んでいる）。
エクストリームバーサスシリーズで初代作品からおよそ8年に渡り使用されてきた筐体と基板が一新されている。グラフィック表現が強化され、ライブモニターも含めフルHDで描画されるようになったほか、筐体にはゲームパッドとヘッドホン端子が備え付けられた。『マキシブースト ON』の大半の機体が参戦し、本作からの新規参戦機体や『ガンダムバーサス』からの参戦機体も多数ある。開発環境が新しくなったため『マキシブースト ON』の機体を全て参戦させることは困難であったが、一部を除き大半の機体が稼働当初から参戦しており、復活参戦を果たした機体もある。また、既存の機体も武装の変更や新武装の追加、2機で1体分の扱いだった機体が別々にされるなど、全体的に『マキシブースト ON』から大きくバランス調整がなされている。
バンダイナムコアミューズメントは2020年1月に、電源環境によってはごくまれにゲームPCボードが起動しない事を確認。電源を入れても起動しない、対象シリアルラベルである、シリアルラベルに●もしくは#がない事の3つ全てに該当したゲームPCボードを対象に、無償先出し対応を行うことを発表した。他のトラブルに関しては、有償先出しとなる。

## 新要素
『マキシブースト ON』でのEXバーストは、射撃性能を強化する「S（シューティング）バースト」、格闘性能を強化する「F（ファイティング）バースト」、回避性能を強化する「E（エクステンド）バースト」の3種類であったが、それらに加えて機動力を強化する「M（モビリティ）バースト」、僚機のEXゲージを溜めてブーストゲージと残弾数を回復させる「L（リンケージ）バースト」の2種類を追加した計5種類となった。
また、通常のクレジットよりコインを1枚多く投入することで「プラスコインモード」を選択することができるようになった。対人戦では一定試合数の保証、一人用モードではCPU戦ルートやトレーニングモードが長時間遊べるようになる。

## 登場する機動兵器

### プレイヤー機体
【】内の機体はアシスト支援機体として登場する機体。□は稼働当初からの追加機体、■はアップデートで追加、追加予定の機体、▲はガンダムVS.モバイル会員に登録して入手した者のみが使用可能のエクストラ機体。
機動戦士ガンダム
- ガンダム【ガンタンク、ガンキャノン】 / アムロ・レイ
- ガンダム（Gメカ）【Gファイター】 / アムロ・レイ
- ▲ガンキャノン【ガンダム】 / カイ・シデン
- シャア専用ザクII【シャア専用ズゴック、61式戦車】 / シャア・アズナブル
- ▲ザクII(ドアン機) 【ガンダム】 / ククルス・ドアン
- アッガイ【アッガイ、アッグ、ジュアッグ、アッグガイ】 / アカハナ
- シャア専用ゲルググ【エルメス】 / シャア・アズナブル
- ギャン【アッザム】 / マ・クベ
- ジオング / シャア・アズナブル

MSV
- ▲高機動型ザクII後期型 (ジョニー・ライデン機) / ジョニー・ライデン
- ▲高機動型ザクII改（シン・マツナガ機）【ザクII】/シン・マツナガ

MS IGLOO 一年戦争秘録
- ヅダ【ヅダ】 / ジャン・リュック・デュバル
- ヒルドルブ【ザクII】 / デメジエール・ソンネン

機動戦士ガンダム 第08MS小隊
- ガンダムEz8【陸戦型ガンダム、陸戦型ガンダム（ジム頭）、ホバートラック】 / シロー・アマダ
- グフ・カスタム【ジェット・コア・ブースター】 / ノリス・パッカード

機動戦士ガンダム外伝 THE BLUE DESTINY
- ブルーディスティニー1号機【ジム】 / ユウ・カジマ
- イフリート改 / ニムバス・シュターゼン

機動戦士ガンダム外伝 ミッシングリンク
- ▲ペイルライダー（陸戦重装仕様） / クロエ・クローチェ

機動戦士ガンダム0080 ポケットの中の戦争
- アレックス【ジム・スナイパーII】 / クリスチーナ・マッケンジー
- ザクII改【ケンプファー】 / バーナード・ワイズマン
- ケンプファー / ミハイル・カミンスキー

機動戦士ガンダム サンダーボルト
- フルアーマー・ガンダム / イオ・フレミング
- アトラスガンダム / イオ・フレミング
- サイコ・ザク / ダリル・ローレンツ
- ■アッガイ(ダリル搭乗)[2]【アッガイ火力型、アッガイ重火力型、アッガイ機動型】 / ダリル・ローレンツ

機動戦士ガンダム0083 STARDUST MEMORY
- ガンダム試作1号機Fb【ジム・キャノンII】 / コウ・ウラキ
- ガンダム試作2号機【ドム・トローペン、ザメル】 / アナベル・ガトー
- ガンダム試作3号機 / コウ・ウラキ
- ガーベラ・テトラ【ゲルググM】 / シーマ・ガラハウ

機動戦士Ζガンダム
- Ζガンダム【メタス、ガンダムMk-II】 / カミーユ・ビダン
- 百式【Ζガンダム】 / クワトロ・バジーナ
- ガンダムMk-II【Gディフェンサー、Ζガンダム】 / エマ・シーン
- メッサーラ【マラサイ】 / パプテマス・シロッコ
- マラサイ【マラサイ】 / ジェリド・メサ
- ガブスレイ【ガブスレイ】 / ジェリド・メサ
- ハンブラビ【ハンブラビ】 / ヤザン・ゲーブル
- バウンド・ドック【ハイザック】 / ジェリド・メサ
- ジ・O【パラス・アテネ、ボリノーク・サマーン】 / パプテマス・シロッコ

ガンダム・センチネル
- Ex-Sガンダム / Unknown(不明)

機動戦士ガンダムΖΖ
- ΖΖガンダム【キュベレイMk-II（プル機）、コア・ファイターΖΖ】 / ジュドー・アーシタ
- フルアーマーΖΖガンダム【Ζガンダム（ルー搭乗）、百式（ビーチャ搭乗）】 / ジュドー・アーシタ
- キュベレイ【ハンマ・ハンマ、R・ジャジャ】 / ハマーン・カーン
- キュベレイMk-II（プル機）【ΖΖガンダム】 / エルピー・プル
- キュベレイMk-II（プルツー機）【バウ（グレミー機）】 / プルツー
- ザクIII改 / マシュマー・セロ
- ■ドーベン・ウルフ[3]【ドーベン・ウルフ】 / ラカン・ダカラン

機動戦士ガンダム 逆襲のシャア
- νガンダム【リ・ガズィ】/ アムロ・レイ
- サザビー【ヤクト・ドーガ(ギュネイ機)、ヤクト・ドーガ（クェス機）】 / シャア・アズナブル
- リ・ガズィ【ジェガン】 / チェーン・アギ
- ヤクト・ドーガ(ギュネイ機)【ギラ・ドーガ】 / ギュネイ・ガス

機動戦士ガンダム 逆襲のシャア ベルトーチカ・チルドレン
- Hi-νガンダム / アムロ・レイ
- ナイチンゲール / シャア・アズナブル

機動戦士ガンダムUC
- ユニコーンガンダム【リゼル】 / バナージ・リンクス
- デルタプラス【ジェスタ、ユニコーンガンダム】 / リディ・マーセナス
- クシャトリヤ / マリーダ・クルス
- バンシィ / マリーダ・クルス
- シナンジュ【ローゼン・ズール】 / フル・フロンタル
- ローゼン・ズール【ギラ・ズール(親衛隊機)】 / アンジェロ・ザウパー
- フルアーマー・ユニコーンガンダム【バンシィ・ノルン】 / バナージ・リンクス
- バンシィ・ノルン / リディ・マーセナス

機動戦士ガンダムNT（vs.シリーズ初登場）
- ■ナラティブガンダム[4]【フェネクス】 / ヨナ・バシュタ
- ■ シナンジュ・スタイン[5]【ギラ・ズール (エリク機)、ギラ・ズール】 / ゾルタン・アッカネン

機動戦士ガンダム 閃光のハサウェイ
- Ξガンダム 【メッサー】/ マフティー・ナビーユ・エリン
- ペーネロペー / レーン・エイム

機動戦士ガンダムF91
- ガンダムF91【ビギナ・ギナ】 / シーブック・アノー
- ベルガ・ギロス【デナン・ゾン】 / ザビーネ・シャル

機動戦士クロスボーン・ガンダム
- クロスボーン・ガンダムX1改【クロスボーン・ガンダムX3 】 / キンケドゥ・ナウ
- クロスボーン・ガンダムX2改 / ザビーネ・シャル
- クロスボーン・ガンダムX3【クロスボーン・ガンダムX1改】 / トビア・アロナクス

機動戦士クロスボーン・ガンダム 鋼鉄の7人
- クロスボーン・ガンダムX1フルクロス / トビア・アロナクス

機動戦士クロスボーン・ガンダム ゴースト
- ファントムガンダム / フォント・ボー

機動戦士Vガンダム
- V2ガンダム【Vガンダムヘキサ、ガンイージ】 / ウッソ・エヴィン
- ヴィクトリーガンダム(Vダッシュガンダム)【ガンイージ】 / ウッソ・エヴィン
- ガンイージ【ガンイージ】 / ジュンコ・ジェンコ
- ゲドラフ【アインラッド】 / カテジナ・ルース
- ゴトラタン【リグ・コンティオ】 / カテジナ・ルース

機動武闘伝Gガンダム
- ゴッドガンダム【風雲再起】 / ドモン・カッシュ
- シャイニングガンダム【クーロンガンダム】 / ドモン・カッシュ
- ライジングガンダム【ゴッドガンダム】 / レイン・ミカムラ
- ドラゴンガンダム【シャイニングガンダム】 / サイ・サイシー
- □ガンダムマックスター / チボデー・クロケット
- ノーベルガンダム【ゴッドガンダム】 / アレンビー・ビアズリー
- ガンダムシュピーゲル【ライジングガンダム】 / シュバルツ・ブルーダー
- マスターガンダム【風雲再起、ガンダムヘブンズソード】 / 東方不敗マスター・アジア

新機動戦記ガンダムW
- ウイングガンダムゼロ / ヒイロ・ユイ
- アルトロンガンダム / 張五飛
- ガンダムサンドロック改【マグアナック（ラシード機）、マグアナック（アウダ機）】 / カトル・ラバーバ・ウィナー
- トールギスII【ウイングガンダム】 / トレーズ・クシュリナーダ
- ガンダムエピオン / ミリアルド・ピースクラフト

新機動戦記ガンダムW Endless Waltz
- ウイングガンダムゼロ（EW版）【トールギスIII】 / ヒイロ・ユイ
- ガンダムデスサイズヘル（EW版）【ウイングガンダムゼロ（EW版）、 ガンダムヘビーアームズ改（EW版）】 / デュオ・マックスウェル
- ガンダムヘビーアームズ改（EW版）【ガンダムデスサイズヘル（EW版）】 / トロワ・バートン
- トールギスIII【トーラス（ノイン機）】 / ゼクス・マーキス

機動新世紀ガンダムX
- ガンダムダブルエックス【ガンダムエアマスターバースト、ガンダムレオパルドデストロイ、Gファルコン、GXビット】 / ガロード・ラン＆ティファ・アディール
- ▲ガンダムX【GXビット】 / ガロード・ラン＆ティファ・アディール
- ガンダムXディバイダー【GXビット】 / ジャミル・ニート
- ガンダムヴァサーゴ・チェストブレイク【ガンダムアシュタロン・ハーミットクラブ】 / シャギア・フロスト
- ■ベルティゴ[6]【ジュラッグ（ポーラ・ベアー）】 / カリス・ノーティラス[注 2]

∀ガンダム
- ∀ガンダム【カプル】 / ロラン・セアック
- カプル【コレンカプル】 / ソシエ・ハイム
- コレンカプル【カプル】 / コレン・ナンダー
- ゴールドスモー【シルバースモー】 / ハリー・オード
- ターンX / ギム・ギンガナム

機動戦士ガンダムSEED
- フリーダムガンダム【ランチャーストライクガンダム（ムウ搭乗）】 / キラ・ヤマト
- ストライクガンダム【スカイグラスパー】 / キラ・ヤマト
- パーフェクトストライクガンダム / ムウ・ラ・フラガ
- ▲イージスガンダム【ブリッツガンダム】 / アスラン・ザラ
- ブリッツガンダム【イージスガンダム】 / ニコル・アマルフィ
- バスターガンダム / ディアッカ・エルスマン
- デュエルガンダムアサルトシュラウド【バスターガンダム】 / イザーク・ジュール
- ラゴゥ【バクゥ】 / アンドリュー・バルトフェルド
- レイダーガンダム / クロト・ブエル
- フォビドゥンガンダム【レイダーガンダム、カラミティガンダム】 / シャニ・アンドラス
- プロヴィデンスガンダム / ラウ・ル・クルーゼ

機動戦士ガンダムSEED ASTRAY
- ガンダムアストレイレッドフレーム / ロウ・ギュール
- ガンダムアストレイブルーフレームセカンドL/ 叢雲劾
- ガンダムアストレイゴールドフレーム天 / ロンド・ギナ・サハク

機動戦士ガンダムSEED X ASTRAY
- ハイペリオンガンダム / カナード・パルス
- ドレッドノートガンダム（Xアストレイ）【ガンダムアストレイレッドフレーム】 / プレア・レヴェリー

機動戦士ガンダムSEED DESTINY ASTRAY
- ▲ガンダムアストレイゴールドフレーム天ミナ / ロンド・ミナ・サハク

機動戦士ガンダムSEED DESTINY ASTRAY R
- ガンダムアストレイレッドフレーム（レッドドラゴン） / ロウ・ギュール

機動戦士ガンダムSEED DESTINY ASTRAY B
- □ガンダムアストレイブルーフレームD / 叢雲劾

機動戦士ガンダムSEED VS ASTRAY
- ガンダムアストレイレッドフレーム改 / ロウ・ギュール

機動戦士ガンダムSEED DESTINY
- デスティニーガンダム【レジェンドガンダム】 / シン・アスカ
- インパルスガンダム 【ガナーザクウォーリア（ルナマリア機）】/ シン・アスカ
- レジェンドガンダム【インパルスガンダム（ルナマリア搭乗）、デスティニーガンダム】 / レイ・ザ・バレル
- ガナーザクウォーリア（ルナマリア機）【インパルスガンダム】 / ルナマリア・ホーク
- グフイグナイテッド（ハイネ機）【セイバーガンダム】 / ハイネ・ヴェステンフルス
- ガイアガンダム【カオスガンダム、アビスガンダム】 / ステラ・ルーシェ
- ストライクフリーダムガンダム / キラ・ヤマト
- インフィニットジャスティスガンダム【ストライクフリーダムガンダム】 / アスラン・ザラ
- アカツキ / ムウ・ラ・フラガ
- ストライクルージュ（オオトリ装備）【ムラサメ】 / カガリ・ユラ・アスハ

機動戦士ガンダムSEED C.E.73 STARGAZER
- スターゲイザー【シビリアンアストレイDSSDカスタム】 / ソル・リューネ・ランジュ＆セレーネ・マクグリフ
- ストライクノワール【ヴェルデバスター、ブルデュエル】 / スウェン・カル・バヤン

機動戦士ガンダム00（ファーストシーズン）
- ガンダムエクシア【ガンダムヴァーチェ、GNアームズ TYPE-E】 / 刹那・F・セイエイ
- ガンダムデュナメス / ロックオン・ストラトス
- ▲ガンダムキュリオス【ガンダムヴァーチェ】 / アレルヤ・ハプティズム
- ▲ガンダムヴァーチェ【ガンダムエクシア】 / ティエリア・アーデ
- ガンダムスローネドライ【ガンダムスローネアイン 、ガンダムスローネツヴァイ】 / ネーナ・トリニティ
- ティエレンタオツー【ティエレン宇宙型、ティエレン宇宙指揮官型（セルゲイ機）】 / ソーマ・ピーリス

機動戦士ガンダム00（セカンドシーズン）
- ダブルオーガンダム【オーライザー、ケルディムガンダム、アリオスガンダム】 / 刹那・F・セイエイ
- ケルディムガンダムGNHW/R【ダブルオーライザー、アリオスガンダム】 / ロックオン・ストラトス
- アリオスガンダムGNHW/M【GNアーチャー】 / アレルヤ・ハプティズム
- スサノオ / ミスター・ブシドー
- アルケーガンダム / アリー・アル・サーシェス
- リボーンズガンダム【ガガ】 / リボンズ・アルマーク

機動戦士ガンダム00V
- ガンダムアヴァランチエクシア / 刹那・F・セイエイ
- ■ヤークトアルケーガンダム[4] / アリー・アル・サーシェス

機動戦士ガンダム00V戦記
- ダブルオーガンダム セブンソード/G【ガンダムデュナメスリペア】 / 刹那・F・セイエイ
- ダブルオークアンタ フルセイバー / 刹那・F・セイエイ

劇場版 機動戦士ガンダム00 -A wakening of the Trailblazer-
- ダブルオークアンタ【ガンダムサバーニャ最終決戦仕様、ガンダムハルート最終決戦仕様】 / 刹那・F・セイエイ
- ラファエルガンダム【セラヴィーガンダムII】 / ティエリア・アーデ
- ブレイヴ指揮官用試験機【ブレイヴ一般用試験機】 / グラハム・エーカー
- ガンダムサバーニャ最終決戦仕様 / ロックオン・ストラトス
- ガンダムハルート最終決戦仕様【ダブルオークアンタ】 / アレルヤ・ハプティズム＆ソーマ・ピーリス

機動戦士ガンダムAGE
- ガンダムAGE-1 【Gエグゼス】/ フリット・アスノ
- ファルシア【ゼダス】 / ユリン・ルシェル
- ガンダムAGE-2【Gバウンサー】 / アセム・アスノ
- ゼイドラ 【クロノス】 / ゼハート・ガレット
- ガンダムAGE-3【クランシェ】 / キオ・アスノ
- ガンダムAGE-FX【ガンダムAGE-1フルグランサ、ガンダムAGE-2ダークハウンド】 / キオ・アスノ
- ガンダムAGE-2ダークハウンド【Gエグゼス ジャックエッジ、シャルドール ローグ】 / キャプテン・アッシュ
- □ガンダムAGE-1フルグランサ【ガンダムAGE-2ダークハウンド、ガンダムAGE-FX】 / フリット・アスノ
- ガンダムレギルス【フォーンファルシア】 / ゼハート・ガレット
- ■フォーンファルシア[7]【ガンダムレギルス】 / フラム・ナラ

ガンダム Gのレコンギスタ
- G-セルフ【モンテーロ】 / ベルリ・ゼナム
- G-セルフ（パーフェクトパック） / ベルリ・ゼナム
- マックナイフ（マスク機）【マックナイフ（バララ機）】 / マスク
- G-アルケイン（フルドレス）【G-セルフ（パーフェクトパック）】 / アイーダ・スルガン
- □モンテーロ【G-セルフ（リフレクターパック）】 / クリム・ニック
- ■G-ルシファー[8]【G-セルフ（パーフェクトパック）、G-アルケイン（フルドレス）】 / ラライヤ・アクパール＆ノレド・ナグ
- ■カバカーリー[9]【ジーラッハ】 / マスク

機動戦士ガンダム 鉄血のオルフェンズ
- ガンダム・バルバトス【ガンダム・グシオンリベイク、 流星号】 / 三日月・オーガス
- ガンダム・キマリストルーパー / ガエリオ・ボードウィン
- ガンダム・バルバトスルプス / 三日月・オーガス
- ガンダム・グシオンリベイクフルシティ / 昭弘・アルトランド
- ガンダム・バルバトスルプスレクス【ガンダム・グシオンリベイクフルシティ】 / 三日月・オーガス
- ガンダム・バエル / マクギリス・ファリド
- ■ガンダム・キマリスヴィダール[10] / ガエリオ・ボードウィン

ガンダムビルドファイターズ
- ビルドストライクガンダム（フルパッケージ） / イオリ・セイ＆レイジ
- □ザクアメイジング / ユウキ・タツヤ
- ■ガンダムX魔王[11] / ヤサカ・マオ
- ■ウイングガンダムフェニーチェ[12] / リカルド・フェリーニ

ガンダムビルドファイターズトライ
- トライバーニングガンダム【ライトニングガンダムフルバーニアン、スターウイニングガンダム】 / カミキ・セカイ
- ■ライトニングガンダムフルバーニアン[13] / コウサカ・ユウマ
- ■スターウイニングガンダム[14] / ホシノ・フミナ

ガンダムビルドファイターズA-R
- ホットスクランブルガンダム / 三代目メイジン・カワグチ

ガンダムビルドダイバーズ
- ■ガンダムダブルオーダイバーエース[15]  【ジムIIIビームマスター】/ ミカミ・リク

ガンダムEXA
- エクストリームガンダム type-レオス ゼノン・フェース / レオス・アロイ
- エクストリームガンダム type-レオス エクリプス・フェース / レオス・アロイ
- エクストリームガンダム type-レオス アイオス・フェース / レオス・アロイ

ガンダムEXA VS
- エクストリームガンダム type-レオスII Vs. / レオス・アロイ
- エクストリームガンダム type-セシア エクセリア【エクストリームガンダム type-レオスII Vs.】 / セシア・アウェア

SDガンダム外伝
- ■騎士ガンダム[16] / なし

### コストごとの機体一覧
○印は稼動当初から使用できるエクストリームバーサス2の追加機体、●印はアップデート等によって使用可能となる追加機体、△は前作よりコストが上方修正された機体、▽は前作よりコストが下方修正された機体、★はガンダムVS.モバイル有料会員に登録した者のみが使用可能のエクストラ機体。
プレイヤーが使用不可の機体のコストは250、戦艦は4500で統一されている。
| 原作           | コスト1500                                                                   | コスト2000 | コスト2500 | コスト3000                                                                                  |
| -------------- | ---------------------------------------------------------------------------- | --- | --- | ------------------------------------------------------------------------------------------- |
| 『1st』        | アッガイ ★ガンキャノン ★ザクII（ドアン機）                                   | ガンダム シャア専用ゲルググ ギャン ガンダム（Gメカ） シャア専用ザクII                                                                                 | ジオング |                                                                                             |
| 『MSV』        |                                                                              | ★高機動型ザクII後期型(ジョニー・ライデン機) ★高機動型ザクII改（シン・マツナガ機）                                                                     | |                                                                                             |
| 『IGLOO』      | ヅダ ヒルドルブ                                                              | | |                                                                                             |
| 『08MS』       | ガンダムEz8 グフ・カスタム                                                   | | |                                                                                             |
| 『BD』         | イフリート改                                                                 | ブルーディスティニー1号機 | |                                                                                             |
| 『ML』         |                                                                              | ★ペイルライダー（陸戦重装仕様） | |                                                                                             |
| 『0080』       | アレックス ザクII改 ケンプファー                                             | | |                                                                                             |
| 『TB』         |                                                                              | ●アッガイ（ダリル搭乗） | フルアーマー・ガンダム サイコ・ザク アトラスガンダム |                                                                                             |
| 『0083』       |                                                                              | ガンダム試作1号機フルバーニアン ガーベラ・テトラ | ガンダム試作2号機 ガンダム試作3号機 |                                                                                             |
| 『Ζ』          | ▽マラサイ                                                                    | ガンダムMk-II メッサーラ ハンブラビ ガブスレイ | Ζガンダム 百式 ジ・O バウンド・ドック |                                                                                             |
| 『センチネル』 |                                                                              | | | Ex-Sガンダム                                                                                |
| 『ΖΖ』         | キュベレイMk-II（プルツー機）                                                | キュベレイMk-II（プル機） ザクIII改 ●ドーベン・ウルフ                                                                                                 | ΖΖガンダム キュベレイ | フルアーマーΖΖガンダム                                                                      |
| 『CCA』        | リ・ガズィ                                                                   | ヤクト・ドーガ | | νガンダム サザビー                                                                          |
| 『CCA BC』     |                                                                              | | | Hi-νガンダム ナイチンゲール                                                                 |
| 『UC』         |                                                                              | クシャトリヤ デルタプラス ローゼン・ズール | バンシィ | ユニコーンガンダム シナンジュ フルアーマー・ユニコーンガンダム バンシィ・ノルン             |
| 『NT』         |                                                                              | ●ナラティブガンダム ●シナンジュ･スタイン | |                                                                                             |
| 『ハサウェイ』 |                                                                              | | | Ξガンダム ペーネロペー                                                                      |
| 『F91』        | ベルガ・ギロス                                                               | ガンダムF91 | |                                                                                             |
| 『XB』         |                                                                              | | クロスボーン・ガンダムX1改 △クロスボーン・ガンダムX2改 クロスボーン・ガンダムX3 ファントムガンダム | クロスボーン・ガンダムX1フルクロス                                                          |
| 『V』          | ガンイージ                                                                   | ヴィクトリーガンダム ゲドラフ | ゴトラタン | V2ガンダム                                                                                  |
| 『G』          | ライジングガンダム                                                           | ドラゴンガンダム ノーベルガンダム ○ガンダムマックスター                                                                                               | ガンダムシュピーゲル シャイニングガンダム | ゴッドガンダム マスターガンダム                                                             |
| 『W』          |                                                                              | ガンダムサンドロック改 | アルトロンガンダム トールギスII | ウイングガンダムゼロ ガンダムエピオン                                                       |
| 『W EW』       |                                                                              | | ガンダムヘビーアームズ改（EW版） ガンダムデスサイズヘル（EW版） | ウイングガンダムゼロ（EW版） △トールギスIII                                                 |
| 『X』          |                                                                              | ●ベルティゴ | ガンダムXディバイダー ★ガンダムX | ガンダムDX △ガンダムヴァサーゴ・チェストブレイク                                            |
| 『∀』          | ▽カプル                                                                      | コレンカプル | ゴールドスモー | ∀ガンダム ターンX                                                                           |
| 『SEED』       | ラゴゥ デュエルガンダムアサルトシュラウド バスターガンダム ★イージスガンダム | ストライクガンダム フォビドゥンガンダム ブリッツガンダム レイダーガンダム                                                                             | フリーダムガンダム パーフェクトストライクガンダム プロヴィデンスガンダム |                                                                                             |
| 『ASTRAY』     |                                                                              | ガンダムアストレイレッドフレーム ガンダムアストレイブルーフレームセカンドL ガンダムアストレイゴールドフレーム天 ドレッドノートガンダム（Xアストレイ） | ガンダムアストレイレッドフレーム改 ハイペリオンガンダム ガンダムアストレイレッドフレーム（レッドドラゴン） ○ガンダムアストレイブルーフレームD ★アストレイゴールドフレーム天ミナ                                 |                                                                                             |
| 『DESTINY』    |                                                                              | ガナーザクウォーリア（ルナマリア機） ガイアガンダム ストライクルージュ（オオトリ装備） グフイグナイテッド                                             | インパルスガンダム インフィニットジャスティスガンダム レジェンドガンダム アカツキ | デスティニーガンダム ストライクフリーダムガンダム                                           |
| 『STARGAZER』  |                                                                              | スターゲイザー | ストライクノワール |                                                                                             |
| 『00』         | ティエレンタオツー                                                           | ガンダムエクシア ガンダムデュナメス ガンダムスローネドライ ★ガンダムヴァーチェ ★ガンダムキュリオス                                                    | ケルディムガンダムGNHW/R アリオスガンダムGNHW/M アルケーガンダム スサノオ | ダブルオーガンダム リボーンズガンダム                                                       |
| 『00V』        |                                                                              | | ガンダムアヴァランチエクシア | ダブルオーガンダム セブンソード/G ダブルオークアンタ フルセイバー ●ヤークトアルケーガンダム |
| 『劇場版00』   |                                                                              | | ラファエルガンダム ブレイヴ指揮官用試験機 | ダブルオークアンタ ガンダムサバーニャ最終決戦仕様 ガンダムハルート最終決戦仕様              |
| 『AGE』        |                                                                              | ガンダムAGE-1 ファルシア | ガンダムAGE-2 ゼイドラ ガンダムAGE-3 ガンダムAGE-2ダークハウンド ○ガンダムAGE-1フルグランサ ●フォーンファルシア                                                                                                 | ガンダムレギルス ガンダムAGE-FX                                                             |
| 『Gレコ』      | ●G-ルシファー                                                                | マックナイフ G-アルケイン（フルドレス） ○モンテーロ                                                                                                   | G-セルフ | G-セルフ（パーフェクトパック） ●カバカーリー                                                |
| 『鉄血』       |                                                                              | ガンダム・バルバトス（第4形態） ガンダム・キマリストルーパー                                                                                          | ガンダム・グシオンリベイクフルシティ ガンダム・バルバトスルプス | ガンダム・バルバトスルプスレクス ガンダム・バエル ●ガンダム・キマリスヴィダール             |
| 『BF』         |                                                                              | ビルドストライクガンダム（フルパッケージ） ○ザクアメイジング ●ガンダムX魔王                                                                           | ●ウイングガンダムフェニーチェ |                                                                                             |
| 『BFT』        |                                                                              | | トライバーニングガンダム ●ライトニングガンダムフルバーニアン ●スターウイニングガンダム |                                                                                             |
| 『BFA-R』      |                                                                              | | | ホットスクランブルガンダム                                                                  |
| 『GBD』        |                                                                              | | ●ガンダムダブルオーダイバーエース |                                                                                             |
| 『SD』         |                                                                              | | ●騎士ガンダム |                                                                                             |
| 『EXA』        |                                                                              | | エクストリームガンダム type-レオス エクリプス・フェース エクストリームガンダム type-レオス ゼノン・フェース エクストリームガンダム type-レオス アイオス・フェース エクストリームガンダム type-セシア エクセリア | エクストリームガンダム type-レオスII Vs.                                                    |

### ボス・最終ボス
『機動戦士ガンダム』より
- ジオング（完成機）/ シャア・アズナブル

『機動戦士ガンダムUC』より
- シャンブロ / ロニ・ガーベイ

『機動戦士クロスボーン・ガンダム』より
- ディビニダド / クラックス・ドゥガチ

『機動戦士ガンダムAGE』より
- ヴェイガンギア・シド / ゼラ・ギンス

『機動戦士ガンダム 鉄血のオルフェンズ』より
- ☆グレイズ・アイン / アイン・ダルトン(ボイスのみ)

本作オリジナル機体
- ☆ガンダムガルヴァリア / なし
  - ☆ガルヴァリアB34M3R
  - ☆ガルヴァリアH4ND3R
  - ☆ガルヴァリアW45P3R

### CPU専用
トライアドバトルで登場するCPU専用機。今作ではモデリングが一新され、新たに追加された機体もいる。プレイアブル仕様とCPU専用仕様の識別は敵機ロック時、覚醒タイプ表示の有無で判断可能。
新規機体は☆、バーサスから追加された機体は◎、前作エクストラ機およびバーサスプレイアブル機は△、と表記する。
『機動戦士ガンダム』より
- ジム
- ボール
- ◎ ザクI
- ザクII
- ◎ マゼラアタック
- ◎ リック・ドム
- ◎ ズゴック(量産型)
- ◎ シャア専用ズゴック
- ◎ ゴック
- ゲルググ (量産型)

『機動戦士ガンダム 第08MS小隊』より
- ◎ ホバートラック
- ◎ 陸戦型ガンダム (ジム頭)
- ☆ 陸戦型ジム
- ☆ ジム・スナイパー
- ☆ 量産型ガンタンク

『機動戦士ガンダム MS IGLOO 黙示録0079』より
- オッゴ

『機動戦士ガンダム0080 ポケットの中の戦争』より
- ☆ ハイゴッグ
- ☆ ジム・スナイパーII

『機動戦士ガンダム サンダーボルト』より
- ◎ジム (TB版)
- ◎ジム・キャノン (TB版)
- ◎ガンキャノン (TB版)
- ◎ザクI (TB版)
- ◎ザクII (TB版)
- ◎リック・ドム (TB版)

『機動戦士ガンダム0083 スターダストメモリー』より
- ザメル
- ◎ ドム・トローペン
- ◎ ゲルググM
- ◎ ゲルググM（指揮官用）
- △ ガトー専用ゲルググ

『機動戦士Ζガンダム』より
- △ リック・ディアス(赤)
- アッシマー
- ☆ バーザム
- バイアラン
- パラス・アテネ
- ボリノーク・サマーン
- ガザC
- ☆ ハマーン専用ガザC

『機動戦士ガンダムΖΖ』より
- 量産機キュベレイ

『機動戦士ガンダム 逆襲のシャア』より
- ジェガン
- ギラ・ドーガ
- ◎ヤクト・ドーガ（クェス・パラヤ）機

『機動戦士ガンダムUC』より
- リゼル (隊長機)
- スターク・ジェガン
- ☆ バイアラン・カスタム
- ☆ ロト
- ◎ ギラ・ドーガ (袖付き仕様)
- ギラ・ズール(一般機)
- ◎ ギラ・ズール（アンジェロ機）
- ◎ ドライセン (袖付き仕様)
- ◎ ザクI ・スナイパータイプ

『機動戦士ガンダムF91』より
- ヘビーガン
- デナン・ゾン
- ◎ ダギ・イルス
- ◎ ダギ・イルス(地球連邦軍仕様)

『機動戦士クロスボーン・ガンダム』より
- ◎ペズ・バタラ
- ガンダムF91 (ハリソン・マディン機)

『機動戦士Vガンダム』より
- ◎ ゾロアット(リガ・ミリティア仕様)
- ジャベリン
- △ Vガンダムヘキサ
- ◎ ゾロアット
- ◎ シャッコー
- ◎ リグ・シャッコー
- ◎ ゾロ
- ◎ ゾロ(クロノクル機)
- リグ・コンティオ

『機動武闘伝Gガンダム』より
- デスアーミー

『新機動戦記ガンダムW』より
- ◎ リーオー (宇宙用)
- ◎ トーラス
- ◎ トーラス (サンクキングダム仕様)
- ◎ ビルゴII
- ☆ マグアナック
- ☆ マグアナック (ラシード機)
- ☆ マグアナック (アウダ機)

『新機動戦記ガンダムW ENDLESS WALTS』より
- サーペント

『機動新世紀ガンダムX』より
- ☆ ガンダムエアマスターバースト
- ☆ ガンダムレオパルドデストロイ
- Gビット (D.O.M.E.)

『∀ガンダム』より
- ◎ フラット
- ◎ フラット(ミリシャ仕様)
- ◎ ボルジャーノン
- マヒロー

『機動戦士ガンダムSEED』より
- ジン
- ◎ ジン (長距離強行偵察複座型)
- バクゥ
- メビウス・ゼロ
- M1アストレイ
- カラミティガンダム

『機動戦士ガンダムSEED DESTINY』より
- ☆ アビスガンダム
- ☆ カオスガンダム
- ☆ ウィンダム (ジェットストライカー装備)
- ☆ スラッシュザクファントム

『機動戦士ガンダムSEED STARGAZER』より
- ☆ ヴェルデバスター
- ☆ ブルデュエル
- ☆ ケルベロスバクゥハウンド
- ☆ シビリアンアストレイ

『機動戦士ガンダム00（ファーストシーズン）』より
- ◎ ユニオンフラッグ
- オーバーフラッグ
- ◎ ティエレン地上型
- ◎ ティエレン宇宙型

『機動戦士ガンダム00（セカンドシーズン）』より
- ◎ マスラオ

『劇場版 機動戦士ガンダム00 -A wakening of the Trailblazer-』より
- ◎ ブレイヴ一般用試験機
- ◎ ELSジンクス

『機動戦士ガンダムAGE』より
- ◎ Gエグゼス
- クランシェ
- ◎ ゼダス
- ◎ クロノス
- ジルスベイン

『ガンダム Gのレコンギスタ』より
- ◎ マックナイフ(バララ機)
- カットシー
- 宇宙用ジャハナム

『機動戦士ガンダム 鉄血のオルフェンズ（ファーストシーズン）』より
- ◎ 鉄華団モビルワーカー
- ◎ 鉄華団モビルワーカー(宇宙型)
- ◎ グレイズ(一般機)
- ◎ グレイズ(指揮官機)
- ◎ グレイズ(アーレス所属機)
- ◎ グレイズ改
- ◎  流星号(グレイズ改二)
- ◎ シュヴァルベ・グレイズ(マクギリス機)
- ◎ シュヴァルベ・グレイズ(ガエリオ機)

『機動戦士ガンダム 鉄血のオルフェンズ（セカンドシーズン）』より
- ☆ 僻邪
- ☆ ランドマン・ロディ
- ☆ レギンレイズ
- ☆ ヘルムヴィーゲ・リンカー

## 音楽

### テーマ曲
REVOLUTION（coldrain）

### 戦闘中BGM
機動戦士ガンダム
- 颯爽たるシャア
- 窮地に立つガンダム
- 赤い彗星
- めぐりあい
歌：井上大輔

機動戦士Ζガンダム
- 艦隊戦
- 閃光の中のMS
- 宇宙を駆ける

機動戦士ガンダムΖΖ
- サイレント・ヴォイス
歌：ひろえ純
- 宇宙のジュドー

機動戦士ガンダム 逆襲のシャア
- SALLY <出撃>
- SWAN <白鳥>
- BEYOND THE TIME 〜メビウスの宇宙を越えて〜
歌：TM NETWORK

機動戦士ガンダムF91
- 君を見つめて-The time I’m seeing you-
歌：森口博子
- F91ガンダム出撃

機動戦士Vガンダム
- STAND UP TO THE VICTORY～トゥ・ザ・ヴィクトリー～
歌：川添智久
- 夏に春の祭典を！

機動武闘伝Gガンダム
- FLYING IN THE SKY
歌：鵜島仁文
- 我が心 明鏡止水～されどこの掌は烈火の如く
- 燃え上がれ闘志-忌まわしき宿命を越えて

新機動戦記ガンダムW
- Enforcement Rush
- 思春期を殺した少年の翼
- JUST COMMUNICATION
歌：TWO-MIX

新機動戦記ガンダムW Endless Waltz
- LAST IMPRESSION
歌：TWO-MIX

機動新世紀ガンダムX
- 死線
- DREAMS
歌：ROmantic Mode

∀ガンダム
- 光軸のなぞるもの
- 地よりはずめと

機動戦士ガンダムSEED
- STRIKE出撃
- あんなに一緒だったのに
歌：See-Saw
- GUNDAM出撃
- 攻撃開始

機動戦士ガンダムSEED DESTINY
- キラ、その心のままに
- 覚醒シン・アスカ
- Life Goes On
歌：有坂美香
- GAIA×CHAOS×ABYSS
- 出撃! インパルス

機動戦士ガンダムSEED C.E.73 STARGAZER
- STARGAZER ～星の扉
歌：根岸さとり
- M05

機動戦士ガンダム00
- TRANS-AM RAISER
- O-RAISER
- FORWARD
- 儚くも永久のカナシ
歌：UVERworld
- FIGHT

機動戦士ガンダム00 -A wakening of the Trailblazer-
- FINAL MISSION ～ QUANTAM BURST
- INNOVADE & INNOVATOR

機動戦士ガンダムUC
- UNICORN
- MOBILE SUIT
- Into the Sky
歌：SawanoHiroyuki[nZk]

機動戦士ガンダムAGE
- ガンダムAGE-2～運命の先へ
- ガンダムAGE-3～覚醒
- sharp ♯
歌：ねごと

ガンダム Gのレコンギスタ
- コア・ファイターと共に
- ふたりのまほう
歌：May J.

機動戦士ガンダム 鉄血のオルフェンズ
- Mobile Suit Gundam:Iron-Blooded Orphans
- Surface of the Iron-Blooded Orphans
- RAGE OF DUST
歌：SPYAIR

機動戦士ガンダム0080 ポケットの中の戦争
- いつか空に届いて
歌：椎名恵

機動戦士ガンダム0083 STARDUST MEMORY
- MEN OF DESTINY
歌：MIQ

機動戦士ガンダム 第08MS小隊
- 嵐の中で輝いて
歌：米倉千尋
- 戦士

機動戦士ガンダム MS IGLOO
- 機動戦
- 進出ス!

機動戦士クロスボーン・ガンダム
- 宇宙海賊クロスボーンバンガード戦闘テーマ
- スカルハート見参
- 帝国からの襲撃
- 鋼鉄の七人

機動戦士ガンダム外伝 THE BLUE DESTINY
- 戦慄のブルー
- THE FRONT

機動戦士ガンダム 閃光のハサウェイ
- その名はマフティー・ナビーユ・エリン
- レーン･エイムのテーマ
- 強襲

機動戦士ガンダムSEED ASTRAY
- 赤い一撃
- サーペントテール:ミッション開始
- 選ばれし者
- 憎悪
- 運命の子

ガンダム・センチネル
- Superior Attack
- New Desides

機動戦士ガンダム サンダーボルト
- あなたのお相手～I'm your baby～
歌：ICI a.k.a 市川愛
- ポップス
- Groovy Duel
- 色悪

ガンダムビルドファイターズ
- build－fight
- ニブンノイチ
歌：BACK-ON

ガンダムビルドファイターズトライ
- セルリアン
歌：BACK-ON
- トライファイターズ

ガンダムEXA
- Divine Act -The EXTREME-
- The End of Authority
- Divine Act -The EXTREME- revised
- Divine Act-The EXTREME-MAXI BOOST
- The End of Authority -revised

SDガンダム外伝
- ボスをたおせ